# Aloys Werner
Aloys Werner (* 18. Juli 1916 in Chêne-Bougeries; † 24. Juli 2008 in Genf) war ein Schweizer Neurochirurg und Politiker.

## Familie
Aloys Werner war der Sohn des Juristen und Politikers Georges Werner (1879–1935) und seiner Ehefrau Berthe Alice, geb. Flournoy.
Er war ab 1941 in erster Ehe verheiratet mit Madeleine Rossire, Tochter des Architekten Albert. 1968 heiratete er Marjorie Trouillot, geb. Léon.

## Leben und Werk

### Mediziner
Das Medizinstudium absolvierte Werner 1934 bis 1941 in Genf und Rom. 1941 erlangte er das Arztdiplom. Zunächst bildete er sich 3 Jahre in der Psychiatrie bei Manfred Bleuler fort.
In der Zeit von 1945 bis 1949 liess er sich von Albert Jentzer und Hugo Krayenbühl zum Neurochirurgen weiterbilden. Dabei verbrachte er ein Jahr am National Hospital for Neurology and Neurosurgery am Londoner Queen Square und ein Jahr am Montréal Neurological Institute von Wilder Penfield. 1949 eröffnete er eine private Praxis in Genf und trat dann 1954 wieder ins Hôpital cantonal de Genève ein, wo er in der Folge die Neurochirurgie aufbaute.
Werner war 1954 Gründungsmitglied der Schweizerischen Gesellschaft für Neurochirurgie und nach Hugo Krayenbühl 1962–1964 deren zweiter Präsident. Er habilitierte sich 1969, 1970 wurde ihm die Professur für Neurochirurgie an der Universität Genf übertragen und 1976 die Leitung der chirurgischen Abteilung des Kantonsspitals Genf. 1980 erfolgte seine Emeritierung.

### Politiker
Weil er befürchtete, das Genfer Gesundheitswesen werde zunehmend verstaatlicht, kandidierte er 1980 als Parteiloser in einer Ersatzwahl für den Staatsrat des Kantons Genf und gewann gegen den Sozialdemokraten Christian Grobet das Mandat. Ein Jahr lang stand er dem Fürsorge- und Gesundheitsdepartement vor. Nach der folgenden Wahl 1981 verlor er seinerseits gegen Grobet
(siehe Liste der Staatsräte des Kantons Genf – Nr. 129).

### Sonstiges
1986–1994 war Werner Rektor der Seniorenuniversität.

## Ehrungen
1987 wurde ihm in Rigi-Kaltbad die Ehrenmitgliedschaft der Schweizerischen Gesellschaft für Neurochirurgie verliehen.